# Судзука
Судзука (на японски 鈴鹿市, по английската Система на Хепбърн Suzuka-shi, Судзука-ши) е град в префектура Мие, Япония, на около 80 километра от град Нагоя. През 2006 г. населението на града наброява 199 975 жители. Гъстотата на населението е 1027,25 жители на km². Общата площ на града с предградията е 194,67 km². Градът е основан на 1 декември 1942 г. Тук се намира пистата за автомобилни и мотоциклетни състезания Судзука.